# リハーサル
リハーサル（英語: rehearsal）は、個々の場面を本番と同様に進行させて、進行を確認する行為である。同義語や類義語には下稽古・予行演習があり、業界用語としての略称ではリハなども使われる。

## 概要
リハーサルは、音楽興行や演劇、あるいは進行が決まっているイベント、またはテレビ・映画・音楽コンテンツ・ラジオなどの映像や音声を収録する前に主に行われる。音響、照明、舞台装置などと演者の兼ね合い、実際の進行などを最終的にチェックするのが目的である。
予定される内容を実際に行って、その状態をチェックするのが目的ではあるが、この中では関係者の進行内容に対する把握具合を高めたり、機材や設備の最終チェック、また期待された効果が実行中に得られるかのテストといった様々な理由付けが見られ、リハーサル中にはそれらの見直しが並行して行われ、問題が出たら中断して改善され、問題個所の少し前から再度リハーサルが続けられる。
幾つかの段階があり、照明のみや関係設備のみといった部分的なリハーサルや、ある一区切りのみ、幾つかの連続したシーンを通してや、全体をといった具合に行われる。ただ外部に見せる訳ではないため、段階によっては演者は平服のままであったり、監督者の大声での指示が飛んだり、舞台上で本番では裏方に徹するスタッフが状況を見守ったりと、本番では行われない進行が成されるのが常である。

## 演劇におけるリハーサル
演劇におけるリハーサルでは、役者の立ち位置や照明の調整が行われ、また設置機材の位置関係の調節も検討される。立ち位置や移動機材の設置場所などでは、予め観客から見えない位置に目印が付けられる場合もある。
なお、同様にテレビ番組の撮影などでも収録前や生放送前に入念なリハーサルが行われ、関係者への指示が行われるほか、その際に背景やセットの設置位置が検討され、目印が付けられる。
初日公演や公演の間近に舞台上で行う、最後の全体リハーサルはゲネプロと呼ばれる。

## 音楽におけるリハーサル
広義にはライブを目的としてバンドのアンサンブルを練り上げていく行為までを含む。これはもっぱらリハーサルスタジオ（業界内ではしばしばリハスタと略される）において練習を兼ねて実施されるが、リハーサルスタジオと練習スタジオとの境界は曖昧である。
狭義にはライブ会場において本番前に音響、照明、舞台装置などとの連携を確認するために演奏を行うことである。この時に楽器類の配置、機器のセッティング、音量バランスの確認、演奏者個々へのモニターの確認、照明と関連して立ち位置、移動範囲の確認などを段取りを決めて実施する。この本番直前のリハーサルはゲネプロと呼ぶこともできる。
イベントではレンタルや持ち込みで寄せ集めた機材を接続して、その場限りの音響設備が組み上げられる場合も多く、これらの機器を会場の音響特性に合わせ最適化する調整も行われ、また同時に映像機材や視覚効果用の機材などが利用される場合は、音響機材の調整と映像機材の搬入・設置が並行して行われることもある。

## 日本のテレビ・映画などにおけるリハーサル
定義としては上記2項のリハーサルと同様で、各シーンごとに行うものをブロッキング、中断せずに本番で放送される分全てを通して行うものをランスルーと呼ぶ。テレビカメラを回さずに行うものをドライリハーサル（ドライリハ）、テレビカメラで実際に撮影しながら行うものをカメラリハーサル（カメリハ）と呼ぶ。
NHKで放送される番組では数回にわたって綿密なリハーサルが行われることが知られており、3度リハーサルを実施することが慣例化しているともいわれる。漫才などの舞台においてもそれは例外でなく、島田紳助は「本番を100%の状態で迎えたい芸人にとっては、3回もリハーサルをするとやる気が失せる」と言い、チュートリアル徳井もそれを認めている。『NHK紅白歌合戦』においては3日間に渡って分刻みの厳しいスケジュールのリハーサルを繰り返すという。ただし、近年では個々の番組に応じて若干緩和される傾向にあり、例えば『テストの花道』の収録では司会者とスタッフとの簡単な打ち合わせが行われるのみであるといわれ、大河ドラマ『龍馬伝』でも一部アドリブのシーンがあるという。